# Sport-Gemeinschaft Union Solingen 97 1979-1980
Questa voce raccoglie le informazioni riguardanti la Sport-Gemeinschaft Union Solingen 97 nelle competizioni ufficiali della stagione 1979-1980.

## Stagione
Nella stagione 1979-1980 l'Union Solingen, allenato da Horst Franz, concluse il campionato di 2. Bundesliga al 9º posto. In Coppa di Germania l'Union Solingen fu eliminato al terzo turno dal Bayer Uerdingen.

## Rosa
| N. |                     | Ruolo | Calciatore        |
| -- | ------------------- | ----- | ----------------- |
|    | Germania (bandiera) | P     | Helmut Pabst      |
|    | Germania (bandiera) | D     | Michael Blenkers  |
|    | Germania (bandiera) | D     | Siegfried Dominik |
|    | Germania (bandiera) | D     | Jürgen Elm        |
|    | Germania (bandiera) | D     | Wolfgang Fabian   |
|    | Germania (bandiera) | D     | Sieghard Heise    |
|    | Germania (bandiera) | D     | Dirk Hupe         |
|    | Germania (bandiera) | C     | Breven            |
|    | Germania (bandiera) | C     | Günter Diekmann   |
|    | Germania (bandiera) | C     | Udo Dornhaus      |
|    | Germania (bandiera) | C     | Bernd Elfering    |

| N. |                     | Ruolo | Calciatore       |
| -- | ------------------- | ----- | ---------------- |
|    | Germania (bandiera) | C     | Peter Gorny      |
|    | Serbia (bandiera)   | C     | Vojin Jovanovic  |
|    | Germania (bandiera) | C     | Wolfgang Krüger  |
|    | Germania (bandiera) | C     | Wilfried Seegler |
|    | Germania (bandiera) | C     | Dieter Suchanek  |
|    | Germania (bandiera) | A     | Achim de Vries   |
|    | Germania (bandiera) | A     | Joachim Dzieciol |
|    | Germania (bandiera) | A     | Stefan Hohnjec   |
|    | Germania (bandiera) | A     | Frank Kremer     |
|    | Germania (bandiera) | A     | Werner Lenz      |

## Organigramma societario
Area tecnica
- Allenatore: Horst Franz
- Allenatore in seconda:
- Preparatore dei portieri:
- Preparatori atletici:

## Calciomercato

### Sessione estiva
| Acquisti | Acquisti | Acquisti | Acquisti |
| R.       | Nome     | da       | Modalità |
| -------- | -------- | -------- | -------- |

| Cessioni | Cessioni           | Cessioni    | Cessioni |
| R.       | Nome               | a           | Modalità |
| -------- | ------------------ | ----------- | -------- |
| C        | Franz-Josef Breuer | Bremerhaven |          |

### Sessione invernale
| Acquisti | Acquisti | Acquisti | Acquisti |
| R.       | Nome     | da       | Modalità |
| -------- | -------- | -------- | -------- |

| Cessioni | Cessioni | Cessioni | Cessioni |
| R.       | Nome     | a        | Modalità |
| -------- | -------- | -------- | -------- |

## Risultati

### 2. Bundesliga

#### Girone di andata
| Arbitro: | Vordanz |

|           |           |  |
| Heise 84’ | Marcatori |  |

| Arbitro: | Assenmacher |

|            |           |          |
| Schmid 53’ | Marcatori | 70’ Lenz |

| Arbitro: | Risse |

|                           |           |              |
| Diekmann 5’, 55’ Hupe 67’ | Marcatori | 15’ Karadžić |

| Oberhausen 18 agosto 1979 4ª giornata | RW Oberhausen | 0 – 0 referto | Union Solingen | Niederrheinstadion (8 000 spett.)\| Arbitro: \| Möller \| |
| Arbitro:                              | Möller        |               |                |                                                           |

| Arbitro: | Redelfs |

|                                         |           |             |
| Heise 50’ Krüger 80’ Seegler 86’ (rig.) | Marcatori | 27’ Jürgens |

| Arbitro: | Eschenbach |

|            |           |           |
| Hayduk 31’ | Marcatori | 58’ Heise |

| Arbitro: | Kohnen |

|               |           |                       |
| Jovanovic 13’ | Marcatori | 31’ Rieske 90’ Seiler |

| Arbitro: | Winkler |

|             |           |              |
| Schonert 1’ | Marcatori | 9’ Jovanovic |

| Arbitro: | Reichmann |

|            |           |                      |
| Kremer 15’ | Marcatori | 19’ Linßen 39’ Gless |

| Arbitro: | Kautschor |

|                                 |           |         |
| Drews 4’ Hammes 20’ Reiners 64’ | Marcatori | 12’ Elm |

| Arbitro: | Meijerink |

|                            |           |                         |
| Elfering 14’ Lenz 47’, 53’ | Marcatori | 65’ Pallaks 89’ Spazier |

| Arbitro: | Filipiak |

|                     |           |                 |
| Böhm 23’ Freund 68’ | Marcatori | 53’ (aut.) Böhm |

| Arbitro: | Kespohl |

|                                                                                          |           |              |
| Krüger 19’ Seegler 48’, 74’ (rig.) Lenz 62’, 65’, 66’ Jovanovic 73’ Elfering 78’ Elm 82’ | Marcatori | 44’ Krumbein |

| Arbitro: | Wichmann |

|          |           |                       |
| Zorr 20’ | Marcatori | 29’ Elfering 81’ Lenz |

| Arbitro: | Osmers |

|                                               |           |  |
| de Vries 12’ Diekmann 29’ Krüger 85’ Lenz 86’ | Marcatori |  |

| Arbitro: | Eschenbach |

|                     |           |                                    |
| Behrends 81’ (rig.) | Marcatori | 42’ Diekmann 45’ Lenz 57’ de Vries |

| Arbitro: | Teichert |

|          |           |                        |
| Lenz 33’ | Marcatori | 30’ Meininger 81’ Mill |

| Arbitro: | Eggers |

|                                   |           |                                       |
| Seegler 46’ Hupe 60’ de Vries 72’ | Marcatori | 10’ Peter 12’ Rothe 84’ (rig.) Kosien |

| Arbitro: | Gabriel |

|                           |           |                         |
| Schock 31’ Eilenfeldt 61’ | Marcatori | 24’ (rig.), 90’ Seegler |

#### Girone di ritorno
| Arbitro: | Wahmann |

|                                                       |           |             |
| Sinnigen 69’, 88’ (rig.) Clute-Simon 75’ Schipper 86’ | Marcatori | 23’ Seegler |

| Arbitro: | Wahmann |

|  |           |           |
|  | Marcatori | 6’ Lorenz |

| Arbitro: | Mölm |

|                 |           |                     |
| Stolzenburg 79’ | Marcatori | 42’ Seegler 51’ Elm |

| Arbitro: | Eschweiler |

|                     |           |  |
| Lenz 3’ Seegler 66’ | Marcatori |  |

| Arbitro: | Retzmann |

|           |           |          |
| Angel 85’ | Marcatori | 29’ Lenz |

| Arbitro: | Gabor |

|             |           |                                |
| Seegler 41’ | Marcatori | 33’ Schatzschneider 58’ Hayduk |

| Arbitro: | Assenmacher |

|                 |           |                    |
| Wolf 34’ (rig.) | Marcatori | 76’ (rig.) Seegler |

| Solingen 16 marzo 1980 27ª giornata | Union Solingen | 0 – 0 referto | Viktoria Colonia | Stadion am Hermann-Löns-Weg (5 500 spett.)\| Arbitro: \| Kasperowski \| |
| Arbitro:                            | Kasperowski    |               |                  |                                                                         |

| Arbitro: | Milkert |

|                  |           |            |
| Lütkebohmert 53’ | Marcatori | 6’ Seegler |

| Arbitro: | Prinz |

|                     |           |                      |
| Lenz 29’ Kremer 43’ | Marcatori | 74’ Drews 80’ Kunkel |

| Arbitro: | Teichert |

|  |           |                                   |
|  | Marcatori | 67’ Heise 82’ Kremer 89’ Dzieciol |

| Solingen 19 aprile 1980 31ª giornata | Union Solingen | 0 – 0 referto | Bremerhaven | Stadion am Hermann-Löns-Weg (2 000 spett.)\| Arbitro: \| Waltert \| |
| Arbitro:                             | Waltert        |               |             |                                                                     |

| Arbitro: | Reichmann |

|                                 |           |              |
| Bartels 67’ (rig.) Krumbein 84’ | Marcatori | 32’ Diekmann |

| Arbitro: | Nolte |

|                                           |           |                   |
| Seegler 28’ Dzieciol 44’ Elm 58’ Lenz 85’ | Marcatori | 35’ (rig.) Redder |

| Arbitro: | Winkler |

|                                                |           |         |
| Jochimiak 40’ Tönsfeldt 44’, 87’ Wendlandt 60’ | Marcatori | 76’ Elm |

| Arbitro: | Malbranc |

|                         |           |              |
| Lenz 8’ Seegler 9’, 88’ | Marcatori | 83’ Bebensee |

| Arbitro: | Wichmann |

|                          |           |  |
| Herget 69’ Mannebach 73’ | Marcatori |  |

| Arbitro: | Kautschor |

|                           |           |              |
| Leske 19’, 75’ Mauthe 35’ | Marcatori | 15’ Diekmann |

| Arbitro: | Redelfs |

|                    |           |                                          |
| Seegler 80’ (rig.) | Marcatori | 5’ Eilenfeldt 22’ Krobbach 79’ Sackewitz |

### Coppa di Germania
| Arbitro: | Wippker |

|                                         |           |           |
| Kremer 27’ Heise 29’ Seegler 31’ (rig.) | Marcatori | 4’ Zeller |

| Arbitro: | Dellwing |

|                                |           |  |
| Seegler 53’ Heise 67’ Lenz 74’ | Marcatori |  |

| Arbitro: | Waltert |

|                          |           |  |
| Mattsson 41’ Hofmann 47’ | Marcatori |  |

## Statistiche

### Statistiche di squadra
| Competizione      | Punti | In casa | In casa | In casa | In casa | In casa | In casa | In trasferta | In trasferta | In trasferta | In trasferta | In trasferta | In trasferta | Totale | Totale | Totale | Totale | Totale | Totale | DR  |
| Competizione      | Punti | G       | V       | N       | P       | Gf      | Gs      | G            | V            | N            | P            | Gf           | Gs           | G      | V      | N      | P      | Gf     | Gs     | DR  |
| ----------------- | ----- | ------- | ------- | ------- | ------- | ------- | ------- | ------------ | ------------ | ------------ | ------------ | ------------ | ------------ | ------ | ------ | ------ | ------ | ------ | ------ | --- |
| 2. Bundesliga     | 38    | 19      | 9       | 4       | 6       | 42      | 24      | 19           | 4            | 8            | 7            | 24           | 31           | 38     | 13     | 12     | 13     | 66     | 55     | +11 |
| Coppa di Germania | -     | 2       | 2       | 0       | 0       | 6       | 1       | 1            | 0            | 0            | 1            | 0            | 2            | 3      | 2      | 0      | 1      | 6      | 3      | +3  |
| Totale            | 38    | 21      | 11      | 4       | 6       | 48      | 25      | 20           | 4            | 8            | 8            | 24           | 33           | 41     | 15     | 12     | 14     | 72     | 58     | +14 |

### Andamento in campionato
| Giornata  | 1 | 2 | 3 | 4 | 5 | 6 | 7 | 8 | 9 | 10 | 11 | 12 | 13 | 14 | 15 | 16 | 17 | 18 | 19 | 20 | 21 | 22 | 23 | 24 | 25 | 26 | 27 | 28 | 29 | 30 | 31 | 32 | 33 | 34 | 35 | 36 | 37 | 38 |
| --------- | - | - | - | - | - | - | - | - | - | -- | -- | -- | -- | -- | -- | -- | -- | -- | -- | -- | -- | -- | -- | -- | -- | -- | -- | -- | -- | -- | -- | -- | -- | -- | -- | -- | -- | -- |
| Luogo     | C | T | C | T | C | T | C | T | C | T  | C  | T  | C  | T  | C  | T  | C  | C  | T  | T  | C  | T  | C  | T  | C  | T  | C  | T  | C  | T  | C  | T  | C  | T  | C  | T  | T  | C  |
| Risultato | V | N | V | N | V | N | P | N | P | P  | V  | P  | V  | V  | V  | V  | P  | N  | N  | P  | P  | V  | V  | N  | P  | N  | N  | N  | N  | V  | N  | P  | V  | P  | V  | P  | P  | P  |
| Posizione | 7 | 7 | 3 | 5 | 3 | 4 | 5 | 6 | 9 | 11 | 9  | 10 | 9  | 8  | 7  | 7  | 7  | 7  | 7  | 7  | 10 | 9  | 7  | 8  | 8  | 8  | 8  | 7  | 8  | 7  | 7  | 8  | 8  | 8  | 8  | 8  | 9  | 9  |

Legenda:

Luogo: C = Casa; T = Trasferta. Risultato: V = Vittoria; N = Pareggio; P = Sconfitta.

### Statistiche dei giocatori
| Giocatore    | 2. Bundesliga | 2. Bundesliga | 2. Bundesliga | 2. Bundesliga | Coppa di Germania | Coppa di Germania | Coppa di Germania | Coppa di Germania | Totale   | Totale | Totale      | Totale     |
| Giocatore    | Presenze      | Reti          | Ammonizioni   | Espulsioni    | Presenze          | Reti              | Ammonizioni       | Espulsioni        | Presenze | Reti   | Ammonizioni | Espulsioni |
| ------------ | ------------- | ------------- | ------------- | ------------- | ----------------- | ----------------- | ----------------- | ----------------- | -------- | ------ | ----------- | ---------- |
| M. Blenkers  | 6             | 0             | 1             | 0             | 1                 | 0                 | 0                 | 0                 | 7        | 0      | 1           | 0          |
| F. Breuer    | 4             | 0             | 0             | 0             | 0                 | 0                 | 0                 | 0                 | 4        | 0      | 0           | 0          |
| B. Breven    | 0             | 0             | 0             | 0             | 1                 | 0                 | 0                 | 0                 | 1        | 0      | 0           | 0          |
| G. Diekmann  | 36            | 6             | 4             | 0             | 3                 | 0                 | 0                 | 0                 | 39       | 6      | 4           | 0          |
| S. Dominik   | 3             | 0             | 0             | 0             | 0                 | 0                 | 0                 | 0                 | 3        | 0      | 0           | 0          |
| U. Dornhaus  | 1             | 0             | 0             | 0             | 0                 | 0                 | 0                 | 0                 | 1        | 0      | 0           | 0          |
| J. Dzieciol  | 27            | 2             | 1             | 0             | 2                 | 0                 | 0                 | 0                 | 29       | 2      | 1           | 0          |
| B. Elfering  | 29            | 3             | 0             | 0             | 2                 | 0                 | 0                 | 0                 | 31       | 3      | 0           | 0          |
| J. Elm       | 34            | 5             | 7             | 0             | 3                 | 0                 | 0                 | 0                 | 37       | 5      | 7           | 0          |
| W. Fabian    | 37            | 0             | 2             | 0             | 3                 | 0                 | 0                 | 0                 | 40       | 0      | 2           | 0          |
| P. Gorny     | 1             | 0             | 0             | 0             | 0                 | 0                 | 0                 | 0                 | 1        | 0      | 0           | 0          |
| S. Heise     | 35            | 4             | 3             | 0             | 3                 | 2                 | 0                 | 0                 | 38       | 6      | 3           | 0          |
| S. Hohnjec   | 1             | 0             | 0             | 0             | 0                 | 0                 | 0                 | 0                 | 1        | 0      | 0           | 0          |
| D. Hupe      | 36            | 2             | 5             | 0             | 3                 | 0                 | 0                 | 0                 | 39       | 2      | 5           | 0          |
| V. Jovanovic | 36            | 3             | 4             | 0             | 3                 | 0                 | 0                 | 0                 | 39       | 3      | 4           | 0          |
| F. Kremer    | 24            | 3             | 1             | 0             | 2                 | 1                 | 0                 | 0                 | 26       | 4      | 1           | 0          |
| W. Krüger    | 36            | 3             | 3             | 0             | 1                 | 0                 | 0                 | 0                 | 37       | 3      | 3           | 0          |
| W. Lenz      | 35            | 15            | 2             | 0             | 2                 | 1                 | 0                 | 0                 | 37       | 16     | 2           | 0          |
| H. Pabst     | 38            | 0             | 0             | 0             | 3                 | 0                 | 0                 | 0                 | 41       | 0      | 0           | 0          |
| W. Seegler   | 33            | 16            | 5             | 0             | 3                 | 2                 | 0                 | 0                 | 36       | 18     | 5           | 0          |
| D. Suchanek  | 6             | 0             | 0             | 0             | 1                 | 0                 | 0                 | 0                 | 7        | 0      | 0           | 0          |
| A. de Vries  | 27            | 3             | 4             | 0             | 3                 | 0                 | 0                 | 0                 | 30       | 3      | 4           | 0          |